# 赤坂天王山古墳
赤坂天王山古墳（あかさかてんのうざんこふん、赤坂天王山1号墳）は、奈良県桜井市倉橋にある古墳。形状は方墳。赤坂天王山古墳群を構成する古墳の1つ。国の史跡に指定されている（指定名称は「天王山古墳」）。第32代崇峻天皇の真陵に比定する説がある。

## 概要
多武峰から北西に延びる尾根の先端に築かれた大方墳。
本古墳は、墳丘や石室・石棺の実測庁が行われているが、発掘調査が実施されていないために出土品は明らかでなく、石棺内部も盗掘によって遺物も残されていないが、石室構造や石棺の形式などから築造時期は6世紀末から7世紀初頭と見られている。
1954年（昭和29年）12月25日に国の史跡に指定された。近年には詳細な測量調査・石室三次元計測調査が実施されている。

## 規模・形状

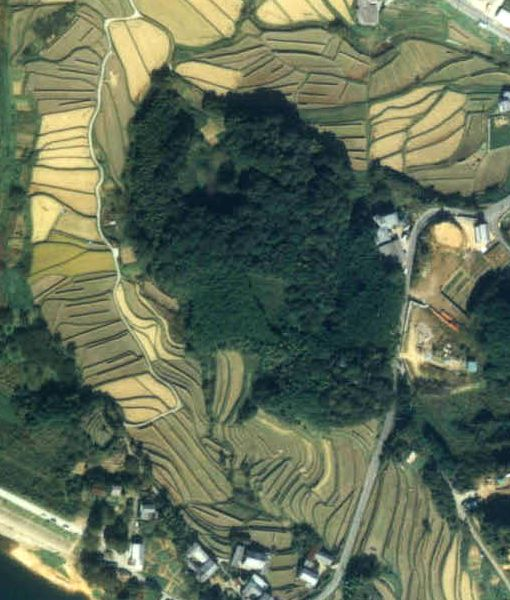
赤坂天王山古墳の航空写真
（1985年度）。

墳丘は3段築成。墳形は方形であるが、北辺約50.5メートル、南辺約43.2メートル、東辺約46.5メートル、西辺約47メートルを測り、北から南にすぼまる形をとる。頂上部は一辺10メートル前後の平坦地となっている。各段の斜面には葺き石が施されているが、埴輪は知られていない。

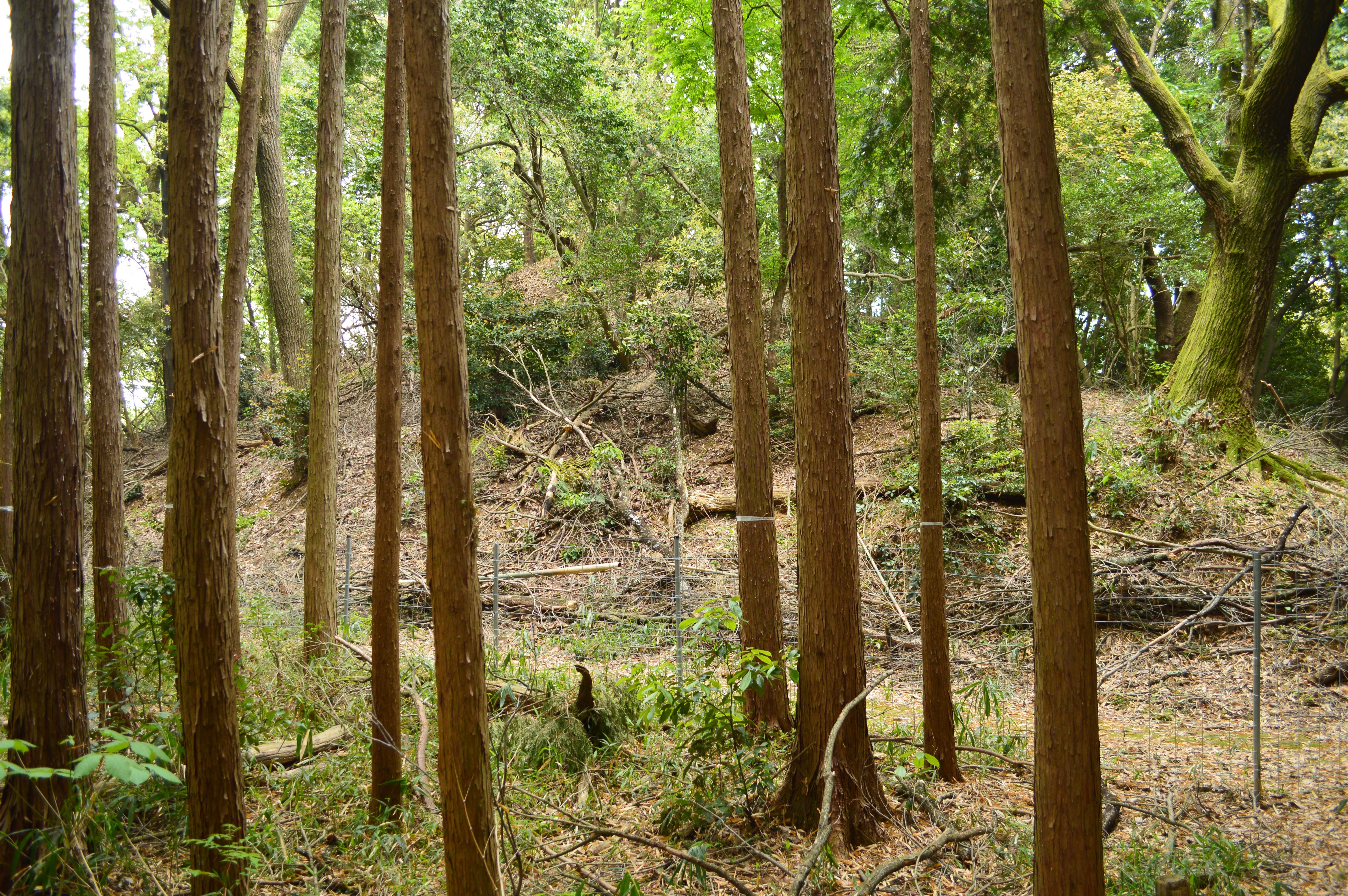
墳丘

## 埋葬施設

石室俯瞰図

石室展開図

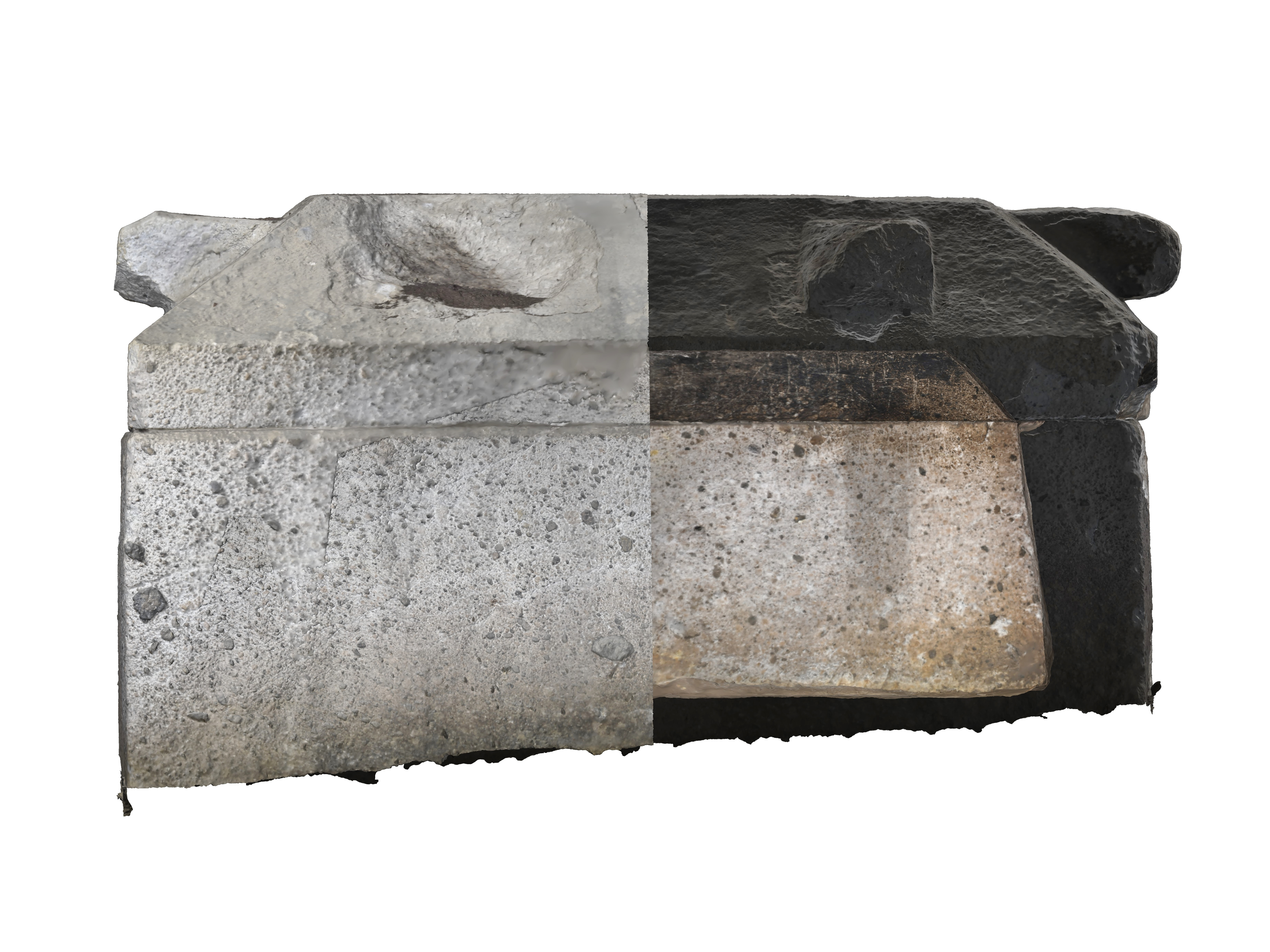
石棺立断面図

主体部は南に開口する両袖式の横穴式石室である。全長15.3メートル以上、玄室は幅約3-3.2メートル・高さ4.2メートル以上を測る。奥壁は高さ2メートルを超える巨石とさらに1メートル前後の巨石2枚を用いた三段積になっている。左右の壁も三段積みを基本に、その隙間に小石を入れている。
羨道の長さ8.5メートル、幅1.8メートル、高さ約2メートル、玄門石以外は1メートル前後の花崗岩を使用している。
。
石室は花崗岩の自然石で構成され、玄室壁面には持ち送りが見られる。床面に礫石が敷かれ、羨道入口には閉塞石が残存している。
玄室中央には二上山産の白色凝灰岩製の刳抜式家形石棺で蓋と身を別個に作って組み合わせ、主軸に平行に置かれている。長さ約2.4メートル、幅約1.7メートル、高さ1.1メートルあって、蓋には前後一対、長側面に二対に縄架け突起が屋根の斜面の上部に水平につけられている。石棺の南小口部には、中央やや左寄りに蓋から身にかけて一辺48センチメートルの方形の彫り込みを設け、さらにその内側に小窓を開けている。
羨道に面した身の上辺には方形小孔が穿たれている。石室は早くから開口しており、出土遺物は知られていない。

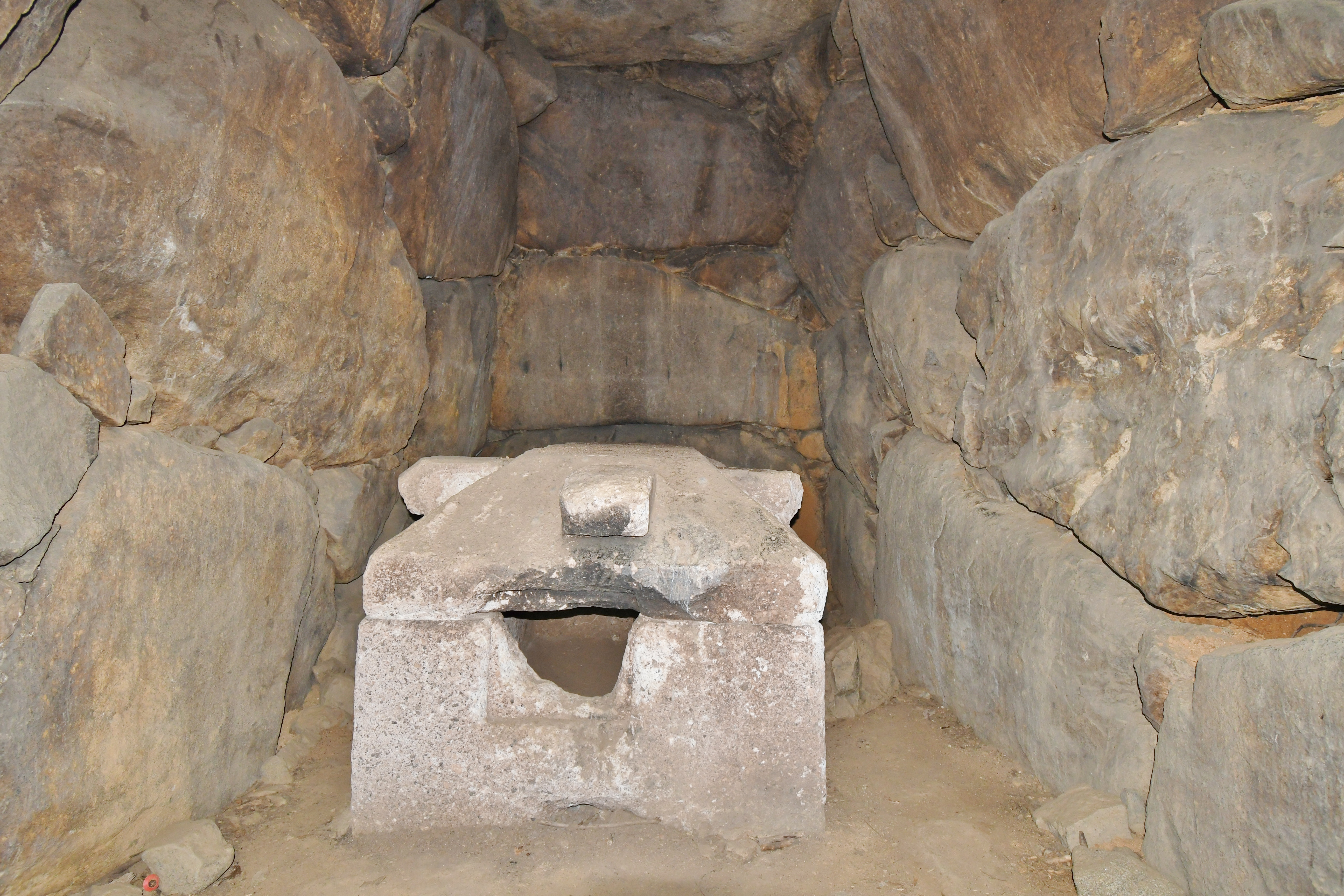
玄室（奥壁方向）
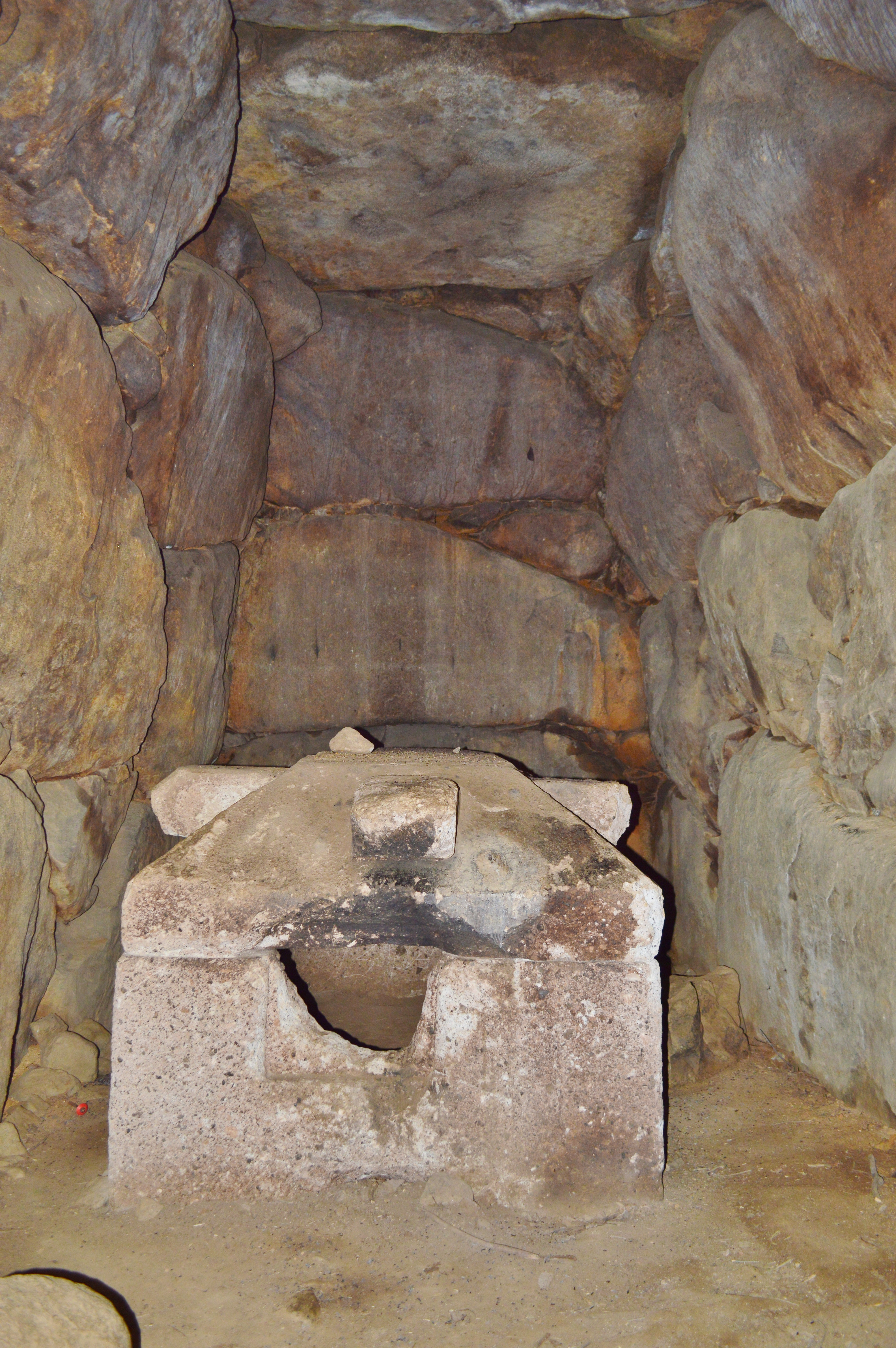
玄室（奥壁方向）
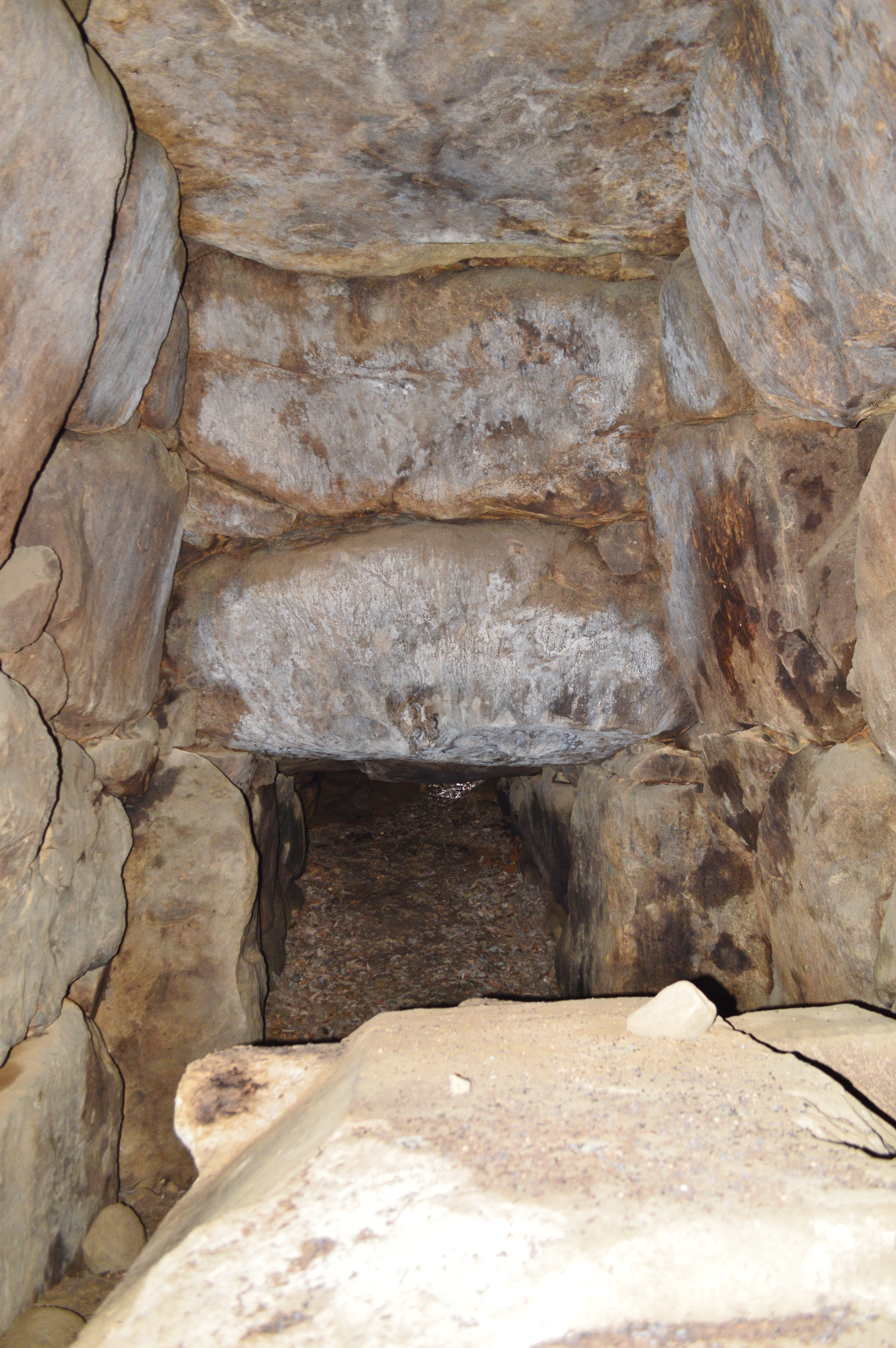
玄室（開口部方向）
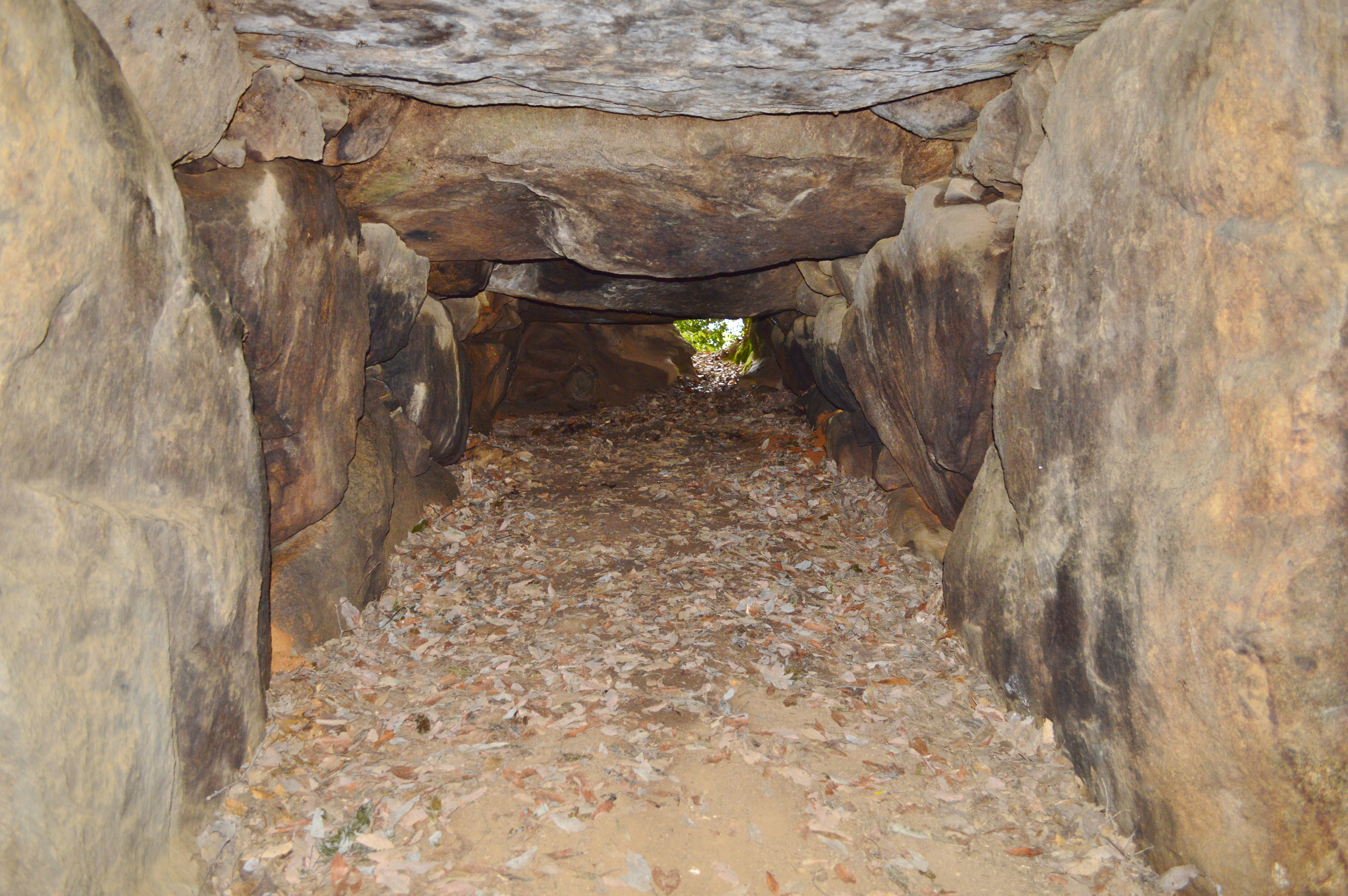
羨道（開口部方向）
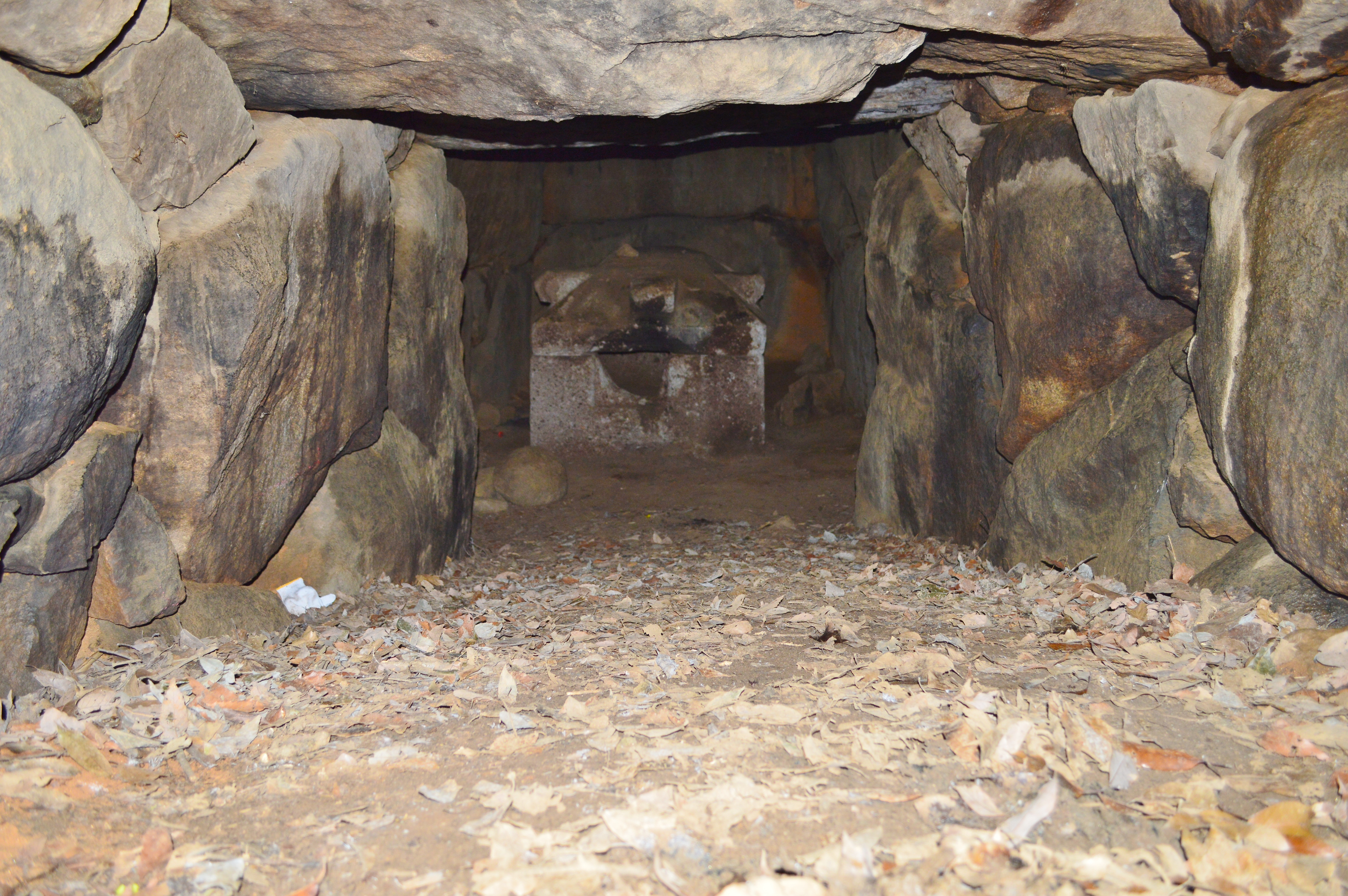
羨道（玄室方向）
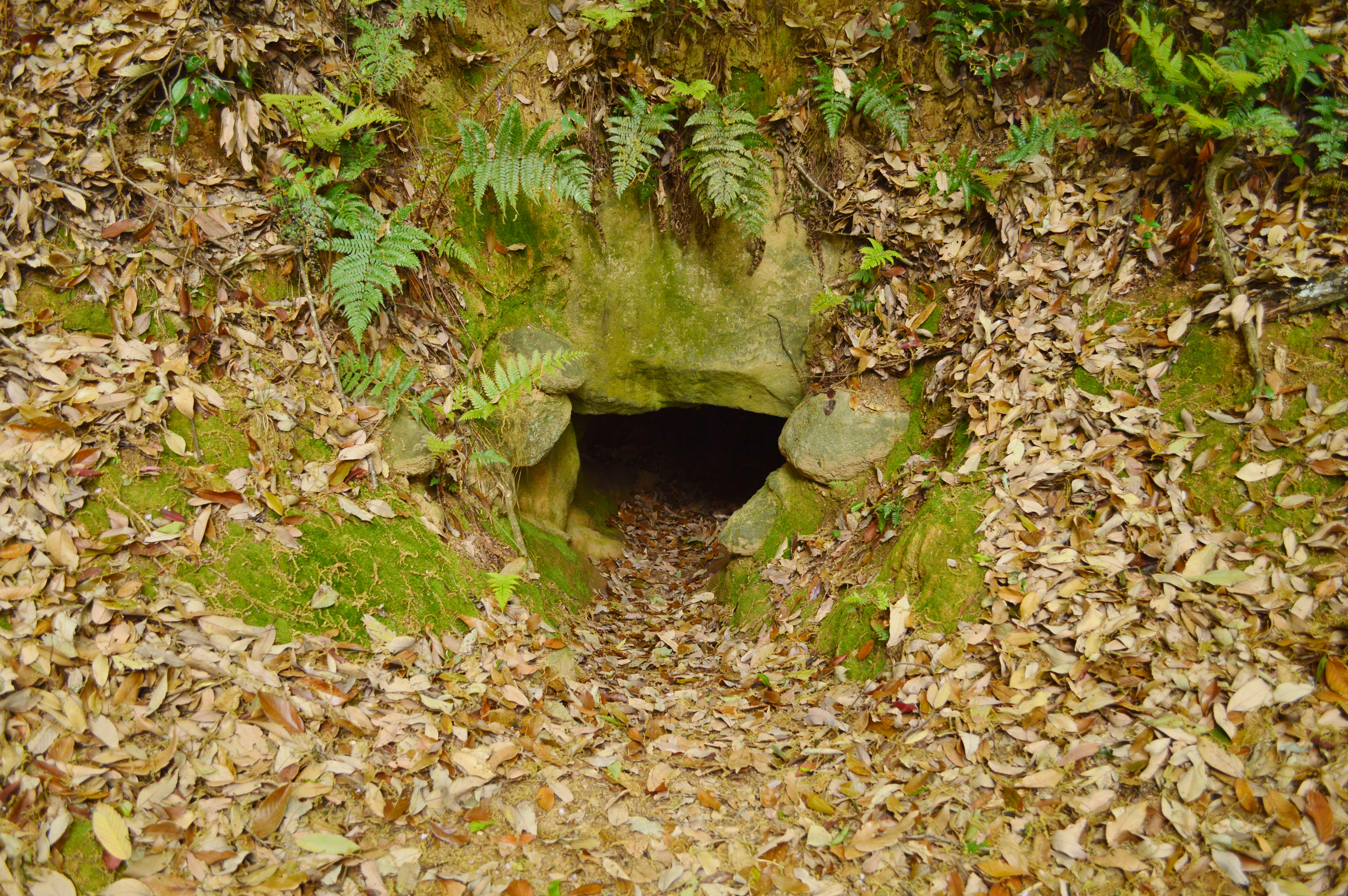
開口部
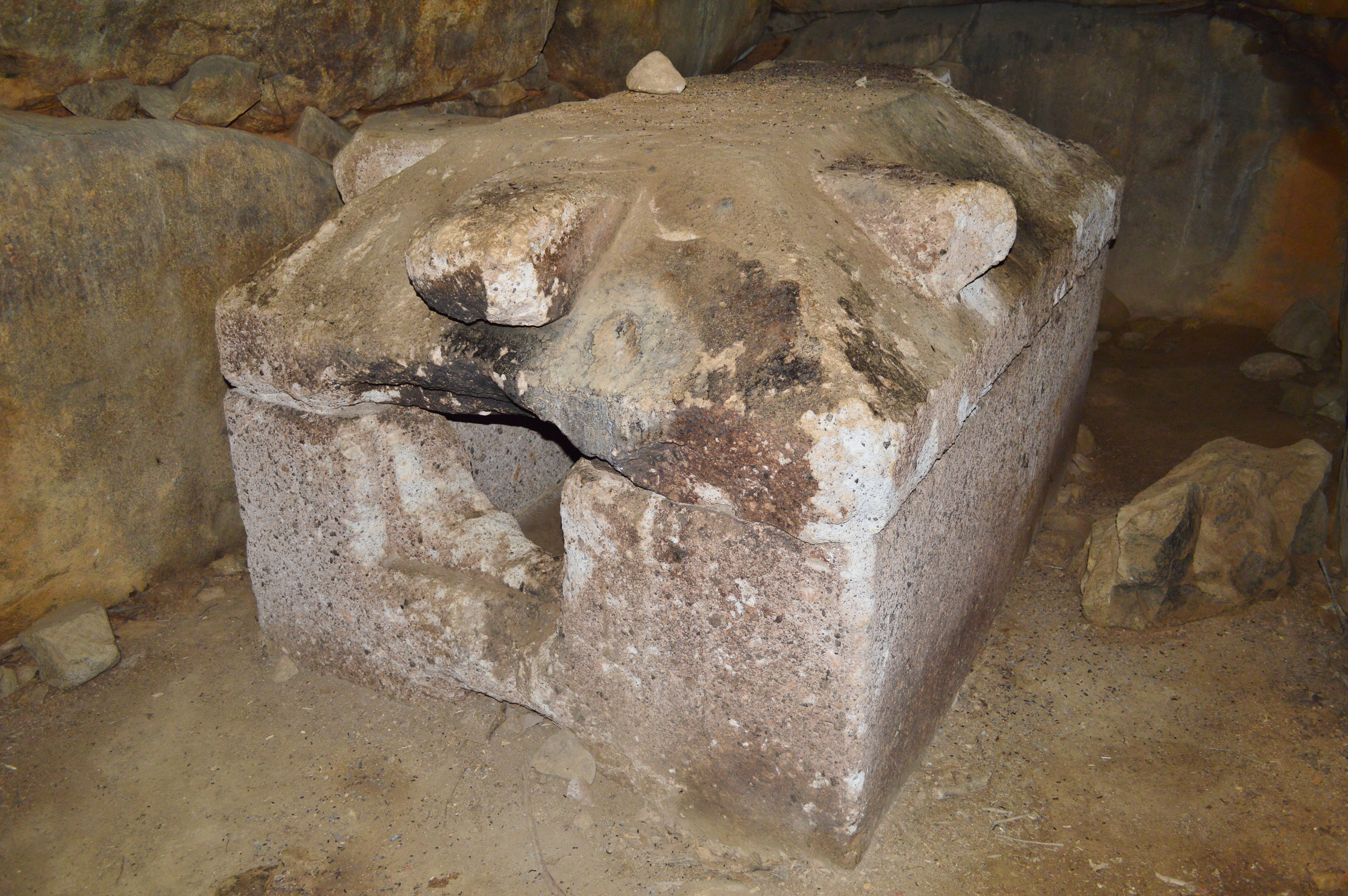
家形石棺
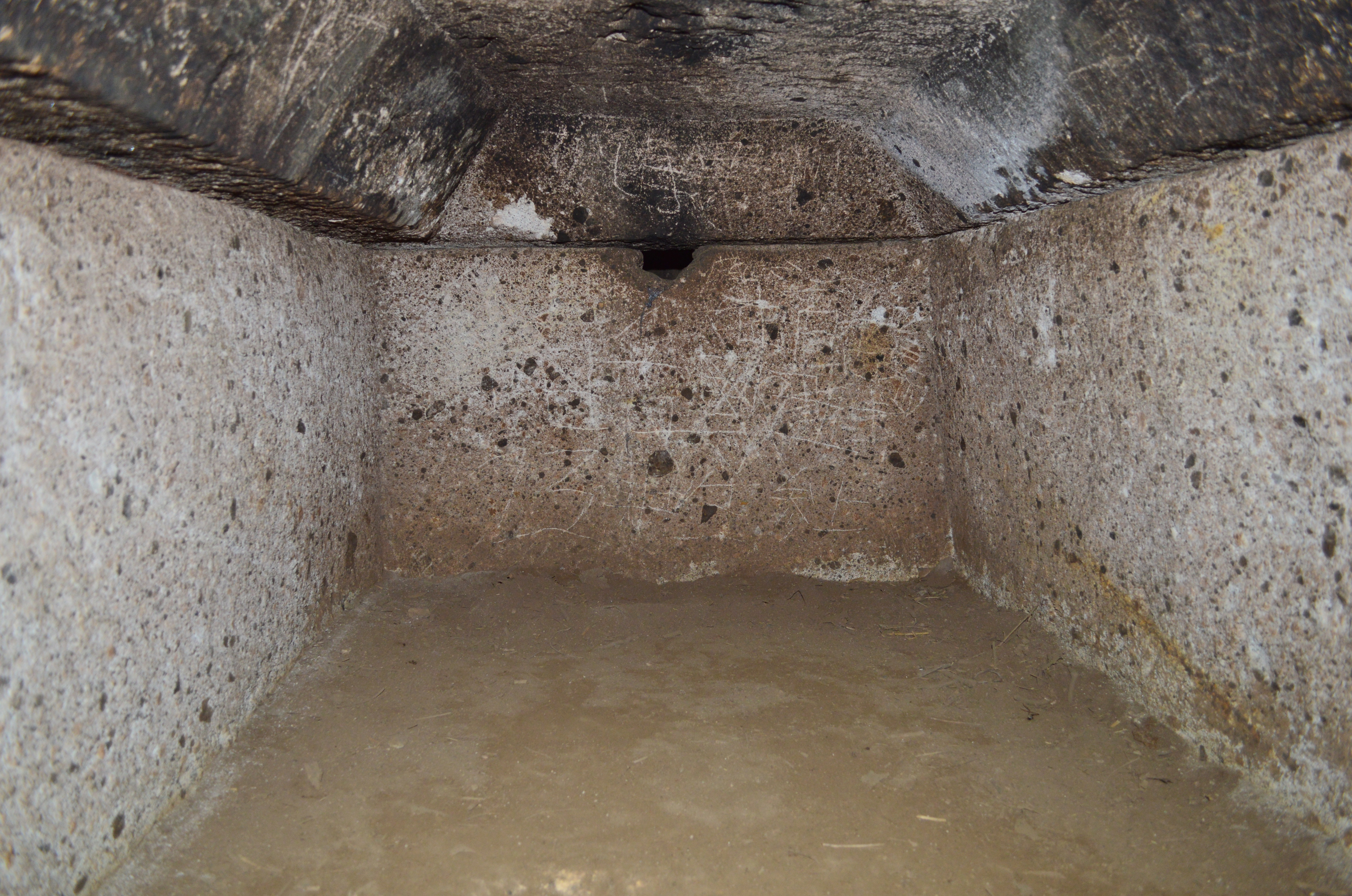
家形石棺内部
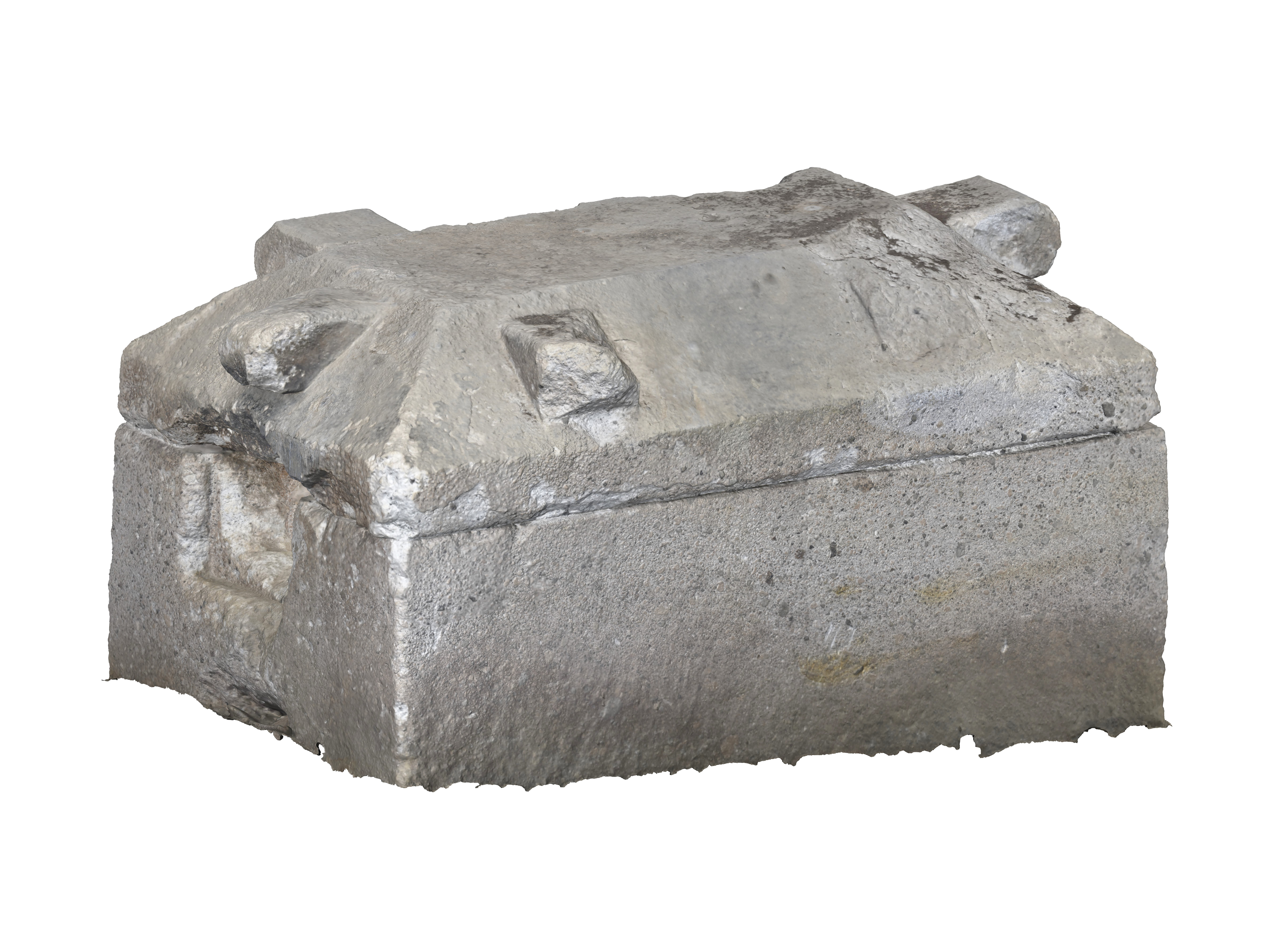
石棺俯瞰図
石棺展開図

## 被葬者
『日本書紀』に崇峻天皇は暗殺された後に倉橋の地に葬られたと記されており、この地域で造られた古墳で該当するものは赤坂天王山古墳以外には見あたらないため、明治時代に南西に1.7Kmほど離れたところにある現在の倉梯岡上陵に治定されるまでは、本古墳が崇峻天皇陵に擬せられていた。歴史学者・考古学者の間ではいまなお本古墳が崇峻天皇陵として有力視されている。

## 周辺墳墓
古墳が所在する同じ尾根上には、横穴式石室をもつ古墳があり群集墳を形成している。
- 赤坂天王山2号墳 - 1号墳の西にあり、1辺25メートルの方墳
- 赤坂天王山3号墳 - 1号墳の北にあり、10メートルの横穴式石室を有する

また、粟原川（おおばらがわ）をはさんで対岸の北方1km、忍阪（おっさか）地内の外鎌山には舒明天皇押坂内陵治定の段ノ塚古墳・鏡女王墓・大伴皇女墓が、東方の粟原川上流部の粟原地内にはムネサカ古墳・越塚古墳がある。

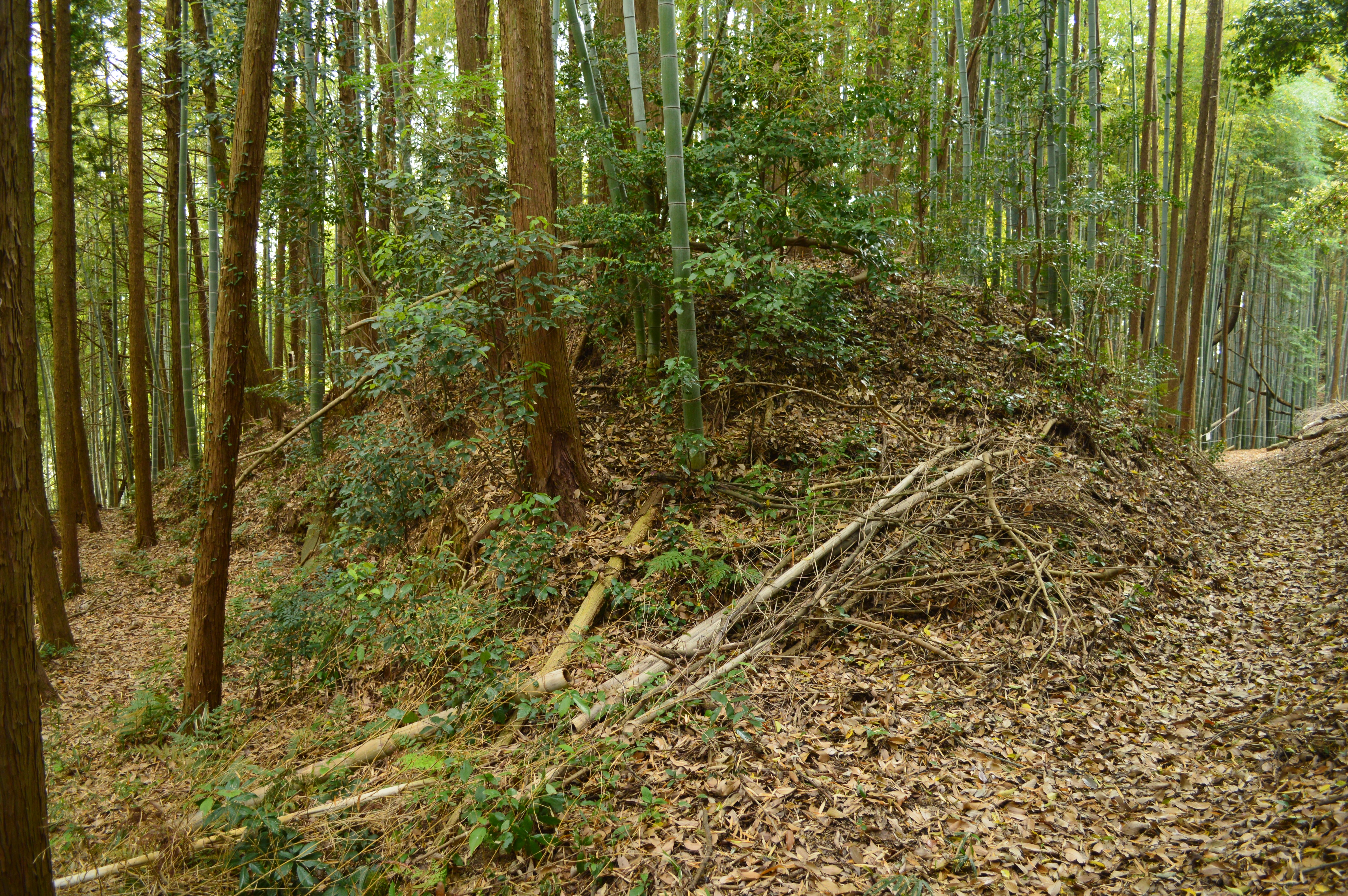
2号墳
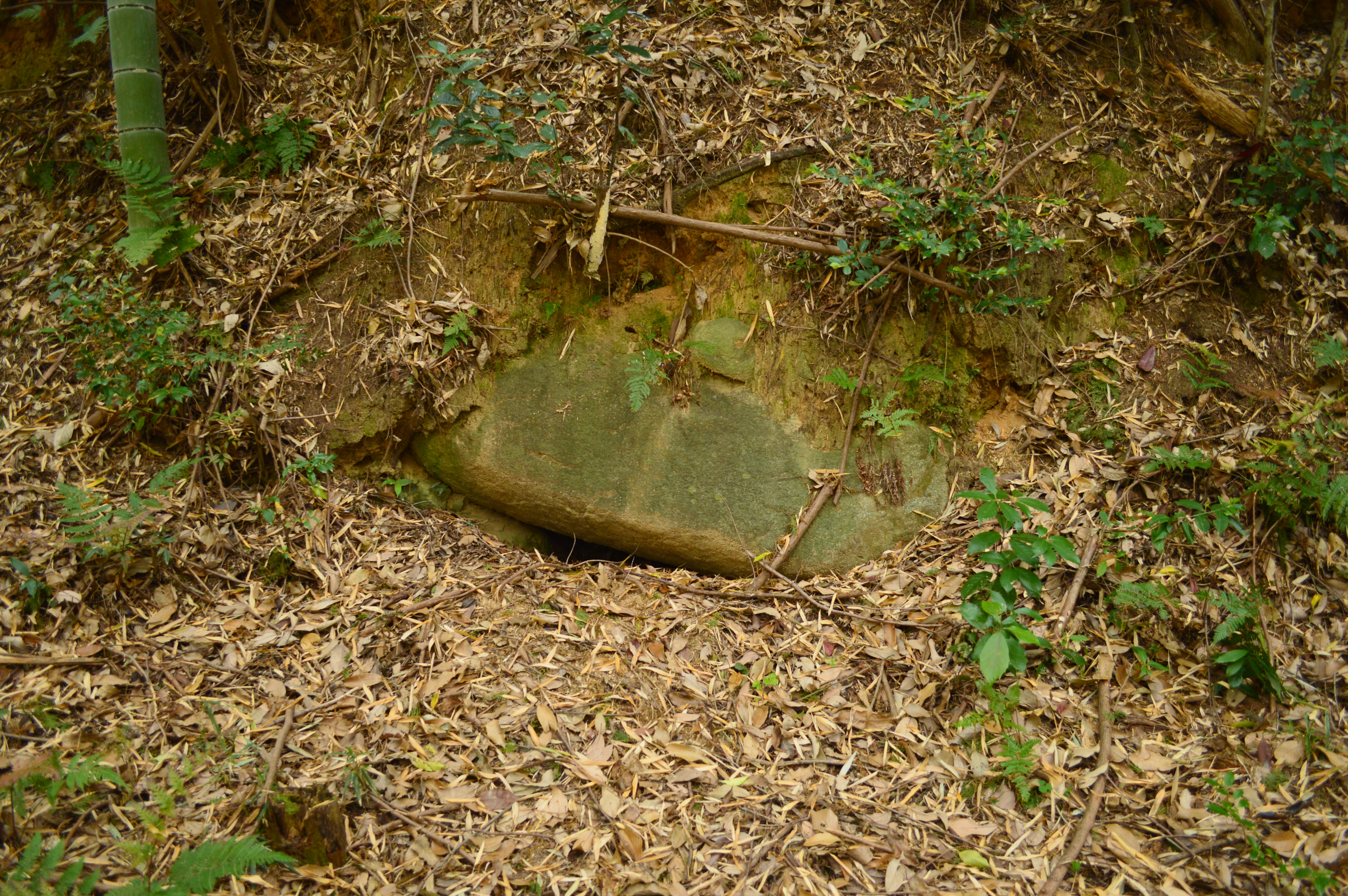
2号墳 石室開口部
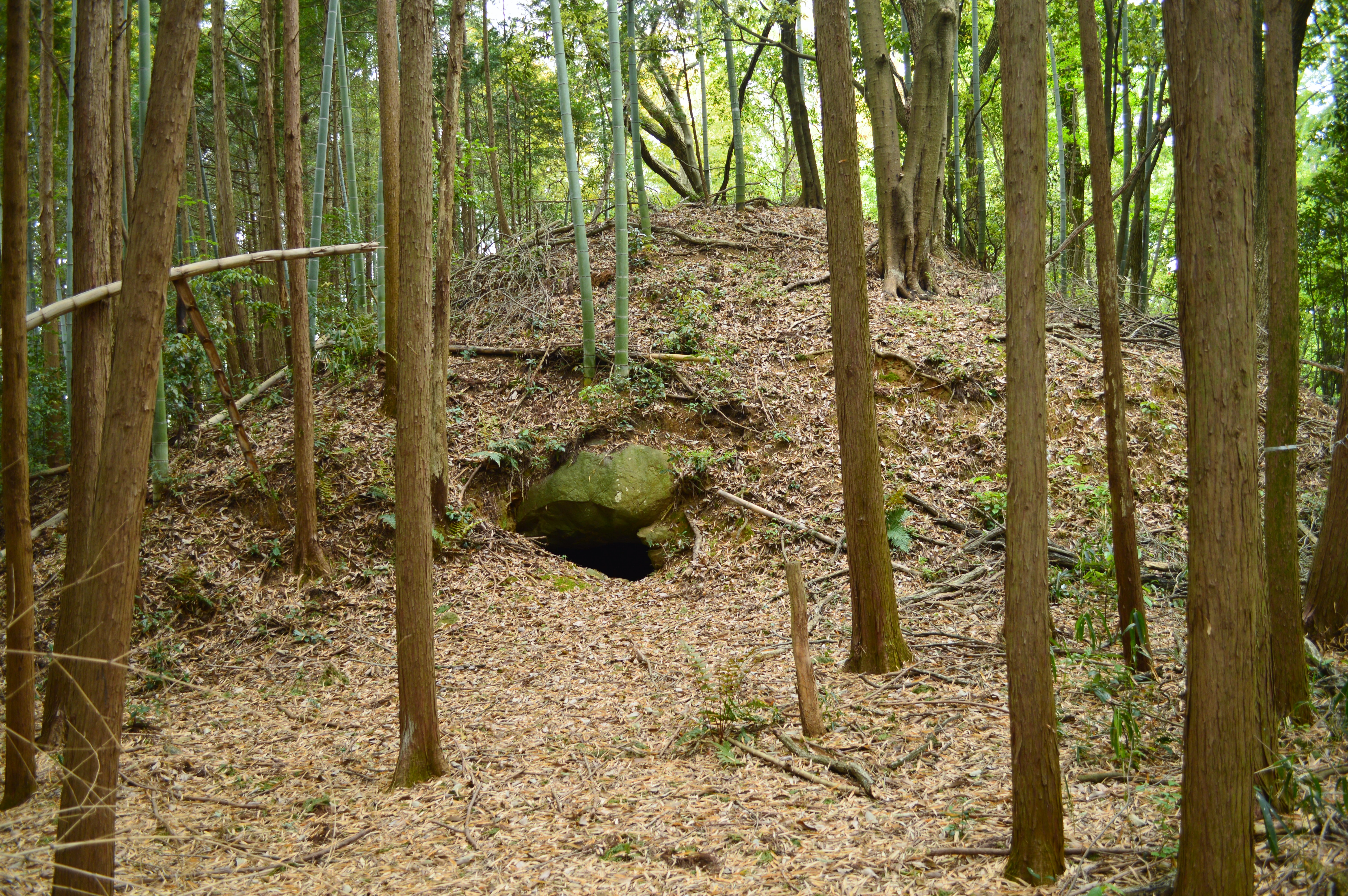
3号墳
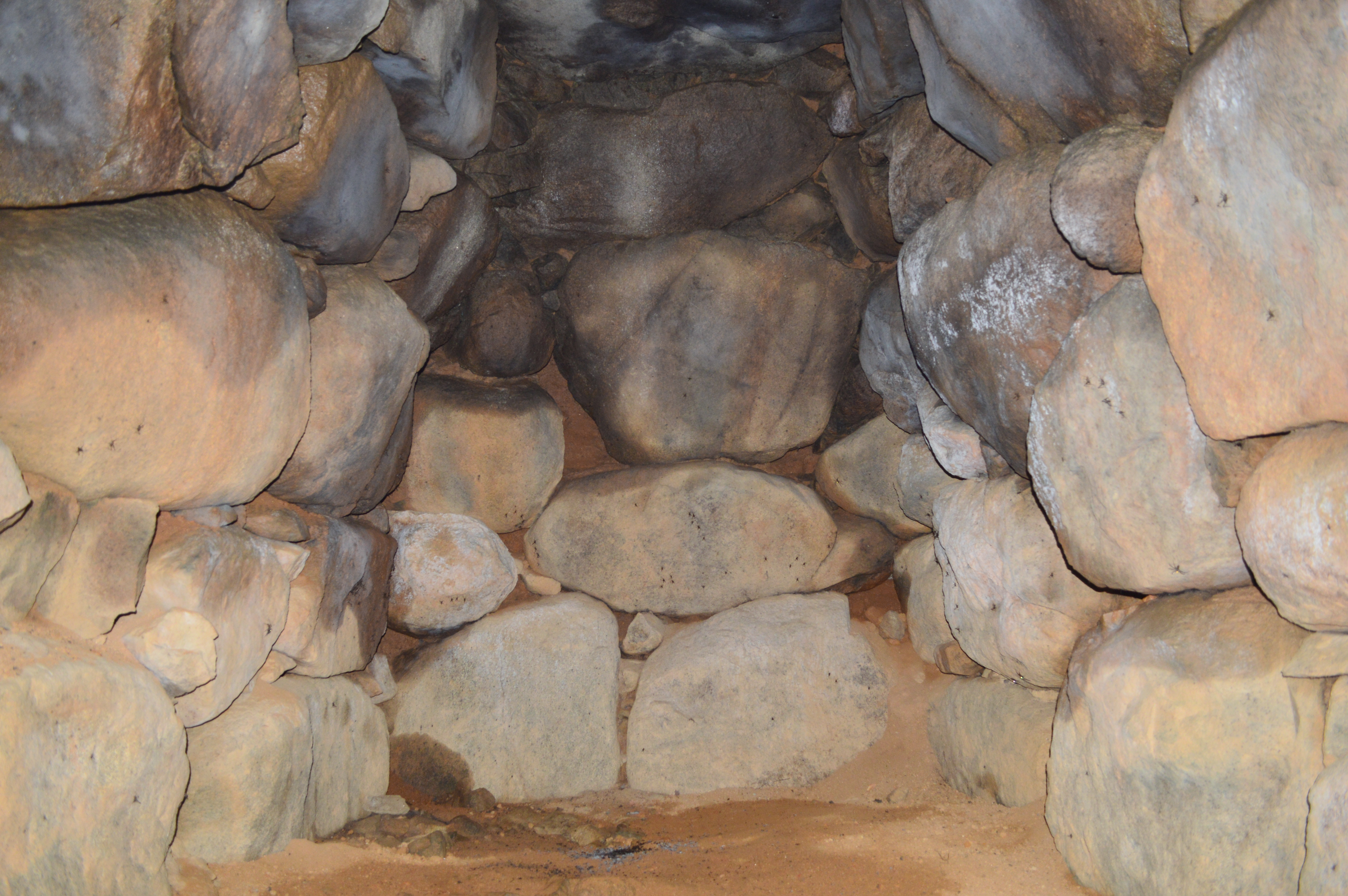
3号墳 石室玄室
3号墳 石室俯瞰図
3号墳 石室展開図
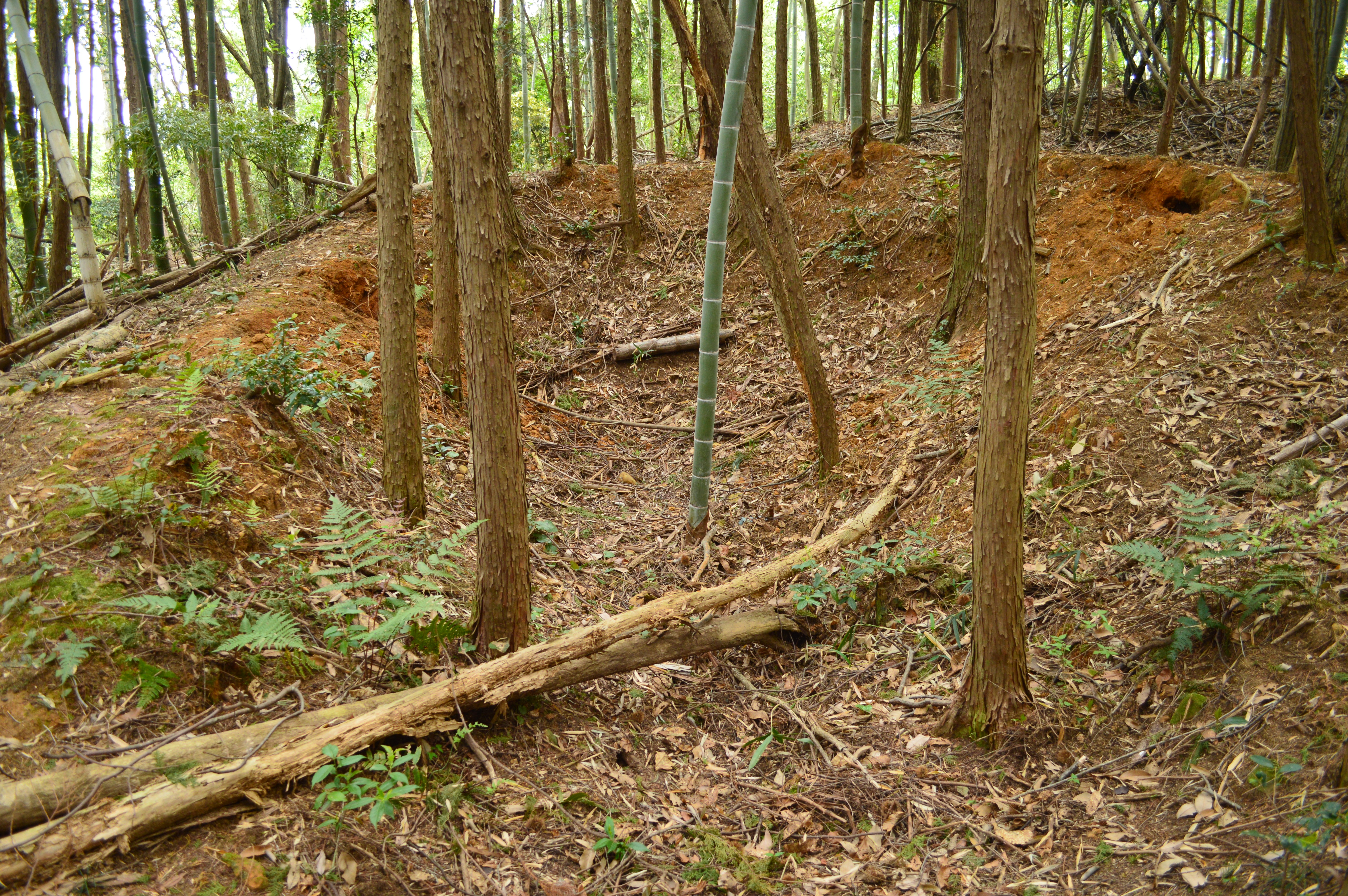
4号墳
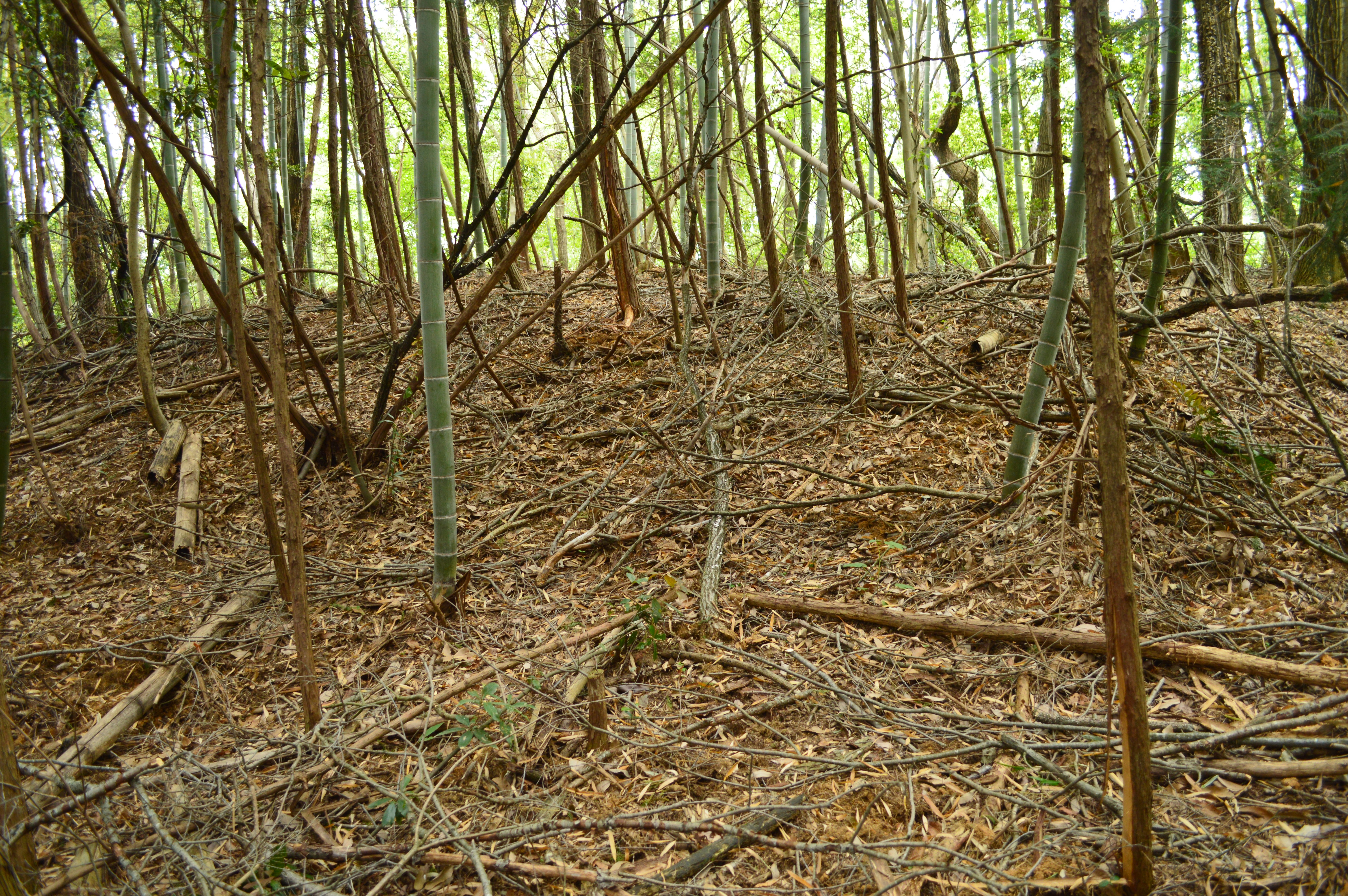
5号墳

## 文化財

### 国の史跡
- 天王山古墳 - 1954年（昭和29年）12月25日指定[3]。

## 交通アクセス
- JR桜井線 近鉄大阪線 桜井駅より奈良交通バス 下尾口下車徒歩5分

## 関連文献
（記事執筆に使用していない関連文献）
- 『赤坂天王山古墳群の研究 -測量調査報告書-』公益財団法人桜井市文化財協会〈公益財団法人桜井市文化財協会調査研究報告第1冊〉、2018年。